# 6942 Yurigulyaev
A 6942 Yurigulyaev (ideiglenes jelöléssel 1976 YB2) a Naprendszer kisbolygóövében található aszteroida. Ljudmila Ivanovna Csernih fedezte fel 1976. december 16-án.